# Šatovník laysanský
Šatovník laysanský (Telespiza cantans) je druh šatovníka, který je endemitem severozápadních Havajských ostrovů. Jedná se o jeden ze čtyř zbývajících druhů havajských šatovníků a je blízkým příbuzným kriticky ohroženého druhu šatovník nihojský (Telespiza ultima). Šatovník laysanský je pojmenován po ostrově Laysan. V době svého objevení byl endemitem právě tohoto ostrova, následně jej však lidé vysadili i na některé jiné atoly. Historicky se tento druh pak vyskytoval i na některých hlavních ostrovech havajského řetězce.

## Popis
Šatovník laysanský je velkým druhem šatovníka s mohutným zobákem. Samci mají obecně žlutavé peří s bělavým břichem a šedým krkem. Samice je zbarvena fádněji a její tělo je zdobeno hnědými pruhy. Je téměř nemožné zaměnit jej s jinými druhy v oblasti, protože je jediným pěvcem, který se zde vyskytuje.

## Rozsah
V době svého objevení byl šatovník laysanský endemitním druhem malého ostrova Laysan, společně s chřástalem laysanským (Zapornia palmeri), dnes již vyhynulým šatovníkem Himatione fraithii, kachnou laysanskou (Anas laysanensis) a rákosníkem laysanským (ssp. Acrocephalus familiaris familiaris). Lidmi pak byl vysazen i na jiných ostrovech, včetně atolu Pearl a Hermes, kde stále žije, a na Midway, kde vyhynul po zavedení potkanů během druhé světové války. Z fosilních záznamů vyplývá, že druh měl v minulosti větší areál rozšíření sahající až k Oahu. Ptáci na Laysanu jsou pouze reliktní populací.

## Chování
Šatovník laysanský hnízdí ve vegetaci a klade tři vejce do šálkovitého hnízda. Ta jsou samicí inkubována asi 16 dní, během této doby jí samec poskytuje potravu. Mláďata se naučí létat asi za tři týdny, rodiče o ně ale ještě další tři týdny pečují.
Šatovník laysanský je všežravec, živí se semeny, malým hmyzem, plody, mršinami (hlavně z mořských ptáků a tuleňů havajských). Pojídají i rozbitá vajíčka větších mořských ptáků (albatrosi a terejové), která sami nedokážou otevřít, a plení snůšky menších druhů ptáků, jako kachně laysanské nebo nodymu bělostnému (Gygis alba).

## Ohrožení
Mezinárodní svaz ochrany přírody (IUCN) považuje šatovníka laysanského za zranitelný taxon kvůli malému areálu rozšíření a zranitelnosti vůči extrémnímu počasí. Je považován za ohrožený státem Havaj a vládou Spojených států. Šatovník laysanský, na rozdíl od chřástala laysanského či šatovníka Himatione fraithii, přežil devastující účinky zavedení králíků na Laysan, kteří zničili vegetaci ostrova. Zachránilo jej to, že se živil mršinami a vajíčky mořských ptáků. V současnosti je Laysan součástí rezervace Papahānaumokuākea Marine National Monument a populace šatovníků se zdá býti stabilní. Největší hrozbou jsou nekontrolovatelné změny klimatu.